# Герч, Франц
Франц Герч (нем. Franz Gertsch; 8 марта 1930[…], Мёриген — 21 декабря 2022, Риггисберг) — швейцарский художник.

## Жизнь и творчество
Будущий художник изучал живопись в 1947—1952 в художественной школе в Берне. В 1971 году получил швейцарскую Государственную премию для молодых художников. В 1972 году участвовал в выставке современного искусства documenta 5 в немецком городе Касселе.
В 1986—1994 годах занимался исключительно художественной резьбой по дереву. В 1978, 1999 и 2004 участвовал в Биеннале в Венеции. Ф. Герч завоевал международную известность, в первую очередь, своими картинами как художник-гиперреалист, работая в жанре портрета.
В 2002 году в городе Бургдорфе (Швейцария) открыт музей Франца Герча.
Скончался 21 декабря 2022 года.